# Олга Борисова
Олга Борисова е българска народна певица, изпълнителка на песни от Кюстендилския край.

## Биография
Прави много записи в БНР, участва във филми в БНТ, гласът ѝ звучи в албумите на швейцарския продуцент Марсел Селие.
От 1964 г. е солистка на Ансамбъла за народни песни към БНТ и БНР, а по-късно на вокален ансамбъл „Мистерията на българските гласове“. Най-известните ѝ песни са „В село дюлгере дойдоа“, „Лепа Яно“, „Пладнина е братко“, „Майстор Манол“ /„Вградена невеста“/ и много други. Самостоятелно и с „Мистерията на българските гласове“ пее в най-престижните зали на Европа, Азия, Америка и Африка. Записва стотици песни от Кюстендилския край за БНР и Балкантон, издава три дългосвирещи плочи и компактдиск „Цветни съзвучия“. За нея пишат музика едни от най-добрите български композитори, сред които Красимир Кюркчийски, Христо Тодоров, Николай Кауфман, Емил Колев. През 1995 година участва на живо в телевизионен мост София – Токио. Записва музиката за френския игрален филм „Бункер Хотел Палас“, който е отличен на кинофестивала в Кан. През 1995 година заедно с Даниел Спасов и Иван Тодоров издава албум със стари градски песни „Целувката на Анна“.
Удостоена е със званието „заслужил артист“ (1985), Приз „Братислава“ (1975), „Златна лира“ на Съюза на музикалните дейци в България (2006), лауреат е на Международния фестивал „Ой, Дунаве, плаве“.
През 1991 г. заедно с „Мистерията на българските гласове“ получава престижната американска награда за музика „Грами“. През 1994 г. името ѝ е включено в Световната енциклопедия за музика, издадена в Лондон.
Олга Борисова е известна с дуетите си с Павлина Горчева, Йовчо Караиванов, Василка Андонова и Даниел Спасов. През 1992 г. създава квартет „Лира“ заедно с Даниел Спасов, Р. Лазарова и Вл. Кузов, съчетаващ женски и мъжки гласове. Това е първият смесен камерен фолклорен състав в България. През 1998 година квартетът се преименува във фолклорна формация „Гласове от безкрая“, в която пеят и Кремена Станчева, Радка Алексова, Милен Иванов, Елена Божкова. От 2011 година формацията е в състав Олга Борисова, Виолета Маринова, Даниел Спасов, Милен Иванов и Станимир Иванов. Певците реализират съвместни записи и изнасят много концерти в България и по света. През 2011 година формацията пее на откриването на Българския културен институт в Лондон.
Удостоена със званието почетен гражданин на Кюстендил през 2006 г. През 2011 г. БНТ заснема документален филм за Олга Борисова със заглавие „Предопределеност“.
През 2020 година в открито писмо до медиите изразява публично своето възмущение от едноличната регистрация на търговската марка „Мистерията на българските гласове“ от Дора Христова и присвояването на общия колективен труд и усилия, създали явлението „Мистерията на българските гласове“.
Умира на 21 септември 2021 г. в София.
В нейна памет Общинският съвет на Кюстендил наименува сцената на централния площад в града да се нарича "Сцена Олга Борисова".